# OpenAI
OpenAI — американская научно-исследовательская организация, занимающаяся разработками в области искусственного интеллекта. В состав OpenAI входят зарегистрированная в штате Делавэр некоммерческая организация OpenAI, Inc и её дочерняя коммерческая компания OpenAI Global, LLC. OpenAI ставит перед собой цель разработать «безопасный и полезный» сильный искусственный интеллект, который организация определяет как «высокоавтономные системы, превосходящие человека в выполнении наиболее экономически ценной работы». На пути к этой цели организация создала несколько больших языковых моделей, в том числе GPT-4 и ChatGPT, а также моделей для генерации изображений, как DALL-E; в прошлом она публиковала модели с открытым исходным кодом.
Некоммерческая организация OpenAI была основана в декабре 2015 года; её сопредседателями стали Сэм Альтман и Илон Маск. В число основателей и руководителей организации и её дочерней коммерческой компании вошли учёные и инженеры, работающие в области искусственного интеллекта, в том числе Илья Суцкевер, Грег Брокман, Тревор Блэквелл, Андрей Карпатый и Войцех Заремба. Организация получила венчурное финансирование от ряда крупных инвесторов — Y Combinator, Amazon Web Services, Infosys, Рида Хоффмана, Джессики Ливингстон и Питера Тиля. Компания Microsoft в 2023 году также инвестировала в OpenAI 10 миллиардов долларов.
В ноябре 2023 года совет директоров OpenAI отправил Сэма Альтмана в отставку — это решение стало потрясением и для инвесторов, и для сотрудников. Microsoft заявила, что примет Альтмана к себе на должность руководителя нового ИИ-направления; в самой OpenAI 738 из 770 сотрудников подписали открытое письмо, заявляя о готовности покинуть организацию и последовать за Альтманом. В итоге Альтман был восстановлен в должности, а в совете директоров произведены перестановки.

## История
Илон Маск и Сэм Альтман (президент венчурного фонда Y Combinator) запустили OpenAI в конце 2015 с целью создать открытую компанию, работающую на благо общества, а не государства или корпорации. Открытость призвана избежать концентрации власти, которую даёт ИИ, в одних руках. В планах компании открыто сотрудничать со всеми лицами и учреждениями, публиковать все результаты своих исследований.
Сопредседателями компании стали её основатели, Илон Маск и Сэм Альтман.
Инвесторы обещают вложить в компанию 1 млрд долларов, но в ближайшие годы будет потрачена только небольшая часть этой суммы. OpenAI получила поддержку от Рида Хоффмана, Гейба Ньюэлла, Питера Тиля, Грэга Брокмана (бывшего технического директора компании Stripe), Джессики Ливингстон, компаний Amazon Web Services и Infosys.
Всего на момент основания в компании работало 9 человек. Среди них — технический директор Грэг Брокман, директор по исследованиям — Илья Суцкевер, ученик Джеффри Хинтона, ранее работавший в Google Brain. Другие сотрудники (Тревор Блэквелл, Викки Чун, Андрей Карпатый, Дёрк Кингма, Джон Шульман, Памела Вагата, Войцех Заремба) ранее работали в известных академических группах, Facebook AI и Google. Консультантами компании выступили Pieter Abbeel, Yoshua Bengio, Alan Kay, Sergey Levine, Vishal Sikka. Весной 2016 года к команде присоединился Иэн Гудфеллоу (англ. Ian Goodfellow), автор моделей MaxOut Network, Generative Adversarial Network и книги по глубокому обучению, пришедший из Google Brain, а также Пьетр Эббил (англ. Pieter Abbeel), консультант компании, доцент из Калифорнийского университета в Беркли, лаборатория BAIR (Berkeley Artificial Intelligence Research), занимавшийся в программе обучения роботов Brett (Berkeley Robot for the Elimination of Tedious Tasks). В компании действует программа стажировки.
20 февраля 2018 года Илон Маск вышел из совета директоров OpenAI из-за возможного конфликта интересов. С этого момента совет директоров состоит из Грэга Брокмана, Ильи Суцкевера, Холдена Карновски и Сэма Альтмана.
17 ноября 2023 года, без предварительного уведомления, был уволен CEO компании Сэм Альтман. Однако уже 22 ноября 2023 года OpenAI заявила, что Альтман возвращается на свой пост. Возвращение было связано с тем, что возмущённые сотрудники OpenAI обещали уволиться вслед за Альтманом, если его не вернут.
Ноябрьский кризис не отразился на финансовых показателях компании. К концу 2023 года объём её выручки превысил 1,6 млрд $, продемонстрировав рост на 23 % по отношению к октябрьской оценке (1,3 млрд $).
В январе 2024 года был запущен маркетплейс «GPT Store» для размещения чат-ботов сторонних разработчиков. На момент запуска сервиса пользователями было создано 3 млн кастомных версий ChatGPT, обученных под конкретные задачи.
1 марта 2024 года стало известно о подписании соглашения о партнёрстве между Open AI и стартапом по разработке роботов-гуманоидов Figure AI.
В апреле 2024 года компания открыла офис в Токио, который стал её первым представительством в Азии. Президентом японского подразделения стал Тадао Нагасаки.
15 мая 2024 года со-основатель и научный руководитель OpenAI Илья Суцкевер объявил о своём уходе из компании.
25 июля 2024 года OpenAI анонсировала прототип поисковой системы на базе ИИ «SearchGPT». В октябре 2024 года компания представила поисковую систему, которая была выпущена не как самостоятельный сервис, а как часть ChatGPT. С помощью ChatGPT Search чат-бот получил возможность искать актуальную и проверенную информацию в интернете.
12 сентября 2024 года компания представила семейство языковых моделей «o1», способное имитировать процесс человеческого мышления с помощью алгоритма «цепочка мыслей».
В декабре 2024 года состоялась презентация новых «рассуждающих» ИИ-моделей «o3» и «o3 mini», значительно превосходящих предыдущие. При этом в выборе названия OpenAI пришлось перешагнуть цифру 2, чтобы избежать исков со стороны британского оператора связи O2. 31 января 2025 года o3 mini" стала доступной в бесплатной версии ChatGPT.
27 февраля 2025 года OpenAI представила модель ИИ GPT-4.5. По словам разработчиков, она содержит более качественные знания о мире и более естественно взаимодействует с пользователями. Однако не является прорывной, подобно рассуждающим моделям. Ранее глава компании Сэм Альтман сообщал в анонсе, что GPT-4.5 будет последней моделью, работающей без технологии «размышления».
В июне 2025 года OpenAI заключила контракт с Пентагоном на разработку средства для задач нацбезопасности с использованием ИИ. Сумма сделки составляет 200 млн долларов.
В августе 2025 OpenAI выпускает две открытые и свободно распространяемые модели искусственного интеллекта GPT-oss-120b и GPT-oss-20b, способные имитировать человеческий процесс рассуждения.
7 августа 2025 года состоялась презентация модели GPT-5. По словам разработчиков, она обладает более обширными знаниями и продвинутыми способностями рассуждения, имеет расширенную долговременную память и меньше галлюцинирует.

## Цели и миссия
Некоторые учёные, такие как Стивен Хокинг и Стюарт Рассел, полагали, что если продвинутый ИИ когда-нибудь получит способность реконструировать себя всё возрастающим темпом, непреодолимый «взрыв интеллекта» может привести к исчезновению человека. Илон Маск характеризует ИИ как самую большую экзистенциальную угрозу человечества. Основатели OpenAI позиционировали его как некоммерческую организацию, не связывающую финансовыми обязательствами акционеров, чтобы они могли сосредоточить свои исследования на создании положительного долгосрочного воздействия на человека.
OpenAI заявляет, что «трудно понять, насколько ИИ на человеческом уровне может принести пользу обществу», и что также трудно понять, «насколько это может нанести ущерб обществу, если оно будет построено или использовано неправильно». Исследование безопасности не может быть отложено: «из-за неопределённого развития ИИ трудно предсказать, когда ИИ на человеческом уровне может оказаться в пределах досягаемости». Также OpenAI заявляет, что ИИ «должен быть расширением индивидуальных человеческих желаний, которое можно будет широко и равномерно распределить…». Сопредседатель Сэм Альтман ожидает, что десятилетний проект превзойдёт человеческий интеллект.
Также на официальном сайте организации обозначены следующие направления:
1. Обнаружение скрытых от общественности прорывных систем искусственного интеллекта. По мере увеличения количества организаций и ресурсов, выделяемых на исследования ИИ, увеличивается вероятность, что организация втайне сделает прорыв в области ИИ и использует систему для потенциально злонамеренных целей. Для обнаружения можно использовать много способов — изучение новостей, финансовых рынков, онлайн-игр и так далее.
2. Создание агента, который сможет побеждать в онлайн-конкурсах по программированию. Программа, которая может писать другие программы, по очевидным причинам будет очень мощным инструментом.
3. Обеспечение кибербезопасности. В первую очередь ИИ могут использовать для взлома компьютерных систем. В свою очередь, возможно создание ИИ для защиты от хакеров, использующих подобные методы.
4. Реализация комплексных многоагентных моделей. Существует задача создать очень обширную модель с множеством разных агентов, которые могут взаимодействовать друг с другом, учиться в течение длительного периода времени, создавать свой язык и достигать различных целей[41].

## Продукты

### OpenAI Gym
27 апреля 2016 компания выпустила публичную бета-версию OpenAI Gym Архивная копия от 28 января 2019 на Wayback Machine, платформы для разработки и сравнения алгоритмов обучения с подкреплением.
Обучение с подкреплением является одним из алгоритмов искусственного интеллекта, который в последнее время показал хорошие результаты в различных сложных областях: робототехника, настольные игры (AlphaGo), видеоигры (результаты DeepMind). OpenAI Gym призван дать инструментарий, помогающий в проведении исследований в этой области. Платформа предоставляет исследователям простой в установке фреймворк с коллекцией разнообразных тестовых сред для обучения, наподобие набора данных ImageNet Архивная копия от 30 апреля 2016 на Wayback Machine, и пытается стандартизировать тестовые среды для более лёгкого воспроизведения результатов научных публикаций. В тестовые среды на момент выпуска входят: классические задачи, простые текстовые игры, алгоритмические задачи, настольные игры, видеоигры для приставки Atari, роботы в физическом симуляторе MuJoCO Архивная копия от 12 марта 2022 на Wayback Machine.
OpenAI Gym реализован на языке программирования Python, поддерживает библиотеки машинного обучения TensorFlow, Theano.

### OpenAI Five
Компьютерная программа от OpenAI обыграла профессиональных игроков в Dota 2 в режиме 1 на 1 в 2017 году, но по состоянию на 2018 год была всё ещё слабее в командном режиме. В апреле 2019 года боты от OpenAI выиграли в командном режиме best-of-three серию у чемпионов The International 2018 и The International 2019 профессиональной киберспортивной команды OG. В том же месяце боты выиграли более 99 % игр в соревновании, в котором мог принять участие любой желающий.

### GPT-3
GPT-3 — третье поколение алгоритма обработки естественного языка. На сентябрь 2020 года это самая крупная и продвинутая языковая модель в мире. Модель, по заявлению разработчиков, решает «любые задачи на английском языке».

### GPT-4
Выпущена в марте 2023 года. В отличие от предыдущей версии, обладает VLM-версией GPT-4V1, которая может принимать любой тип файла и анализировать его. Лучше понимает контекст и может анализировать изображения.

### GPT-4 Turbo
В конце 2023 года обновлена GPT-4. База знаний дополнилась до апреля 2023 года, а в качестве запроса можно вводить промпты до 128 тысяч токенов, что эквивалентно 300 страницам.
Помощники имеют доступ к вызову новых инструментов:
- интерпретатор кода — пишет и запускает код Python в изолированной среде выполнения, может создавать графики и диаграммы, а также обрабатывать файлы с разнообразными данными и форматированием;
- поиск — дополняет помощника данными домена, информацией о продукте или документами пользователей;
- голосовой помощник — может общаться с пользователями с высоко-реалистичным голосом.

### GPT-5
Модель ИИ, представленная 7 августа 2025 года. В разработке система способна не просто генерировать код, а создавать целые веб-приложения с помощью одного запроса. Нейросеть автоматически выбирает режим обработки запроса в зависимости от его сложности. Модель поддерживает контекст до 1 млн токенов, что позволяет анализировать большие объёмы информации.

### GPT-4o
Сообразительнее и ежемесячно обновляется. Генерирует текст на 50 % быстрее GPT-4 Turbo и использует более оптимизированный токенизатор. Главным преимуществом стал голосовой ассистент, имитирующий человеческую речь и поведение, включая анализ эмоций пользователя и взаимодействие с видео в реальном времени. На презентации представили десктопную версию с функцией видения.
Голосовой ассистент изначально использовал трансляцию в текст через Whisper, в сентябре 2024 был представлен продвинутый голосовой режим с мультимодальной моделью 4o-audio-preview и Realtime API.

### GitHub Copilot
GitHub Copilot — инструмент с использованием искусственного интеллекта, совместно разработанный GitHub и OpenAI для помощи пользователям таких интегрированных сред разработки, как Visual Studio Code, Visual Studio, Neovim и JetBrains в автодополнении кода. Был анонсирован летом 2021 года и в режиме бета-тестирования предоставлялся на безвозмездной основе. В июне 2022 года вышел в открытый доступ по платной подписке.

### ChatGPT

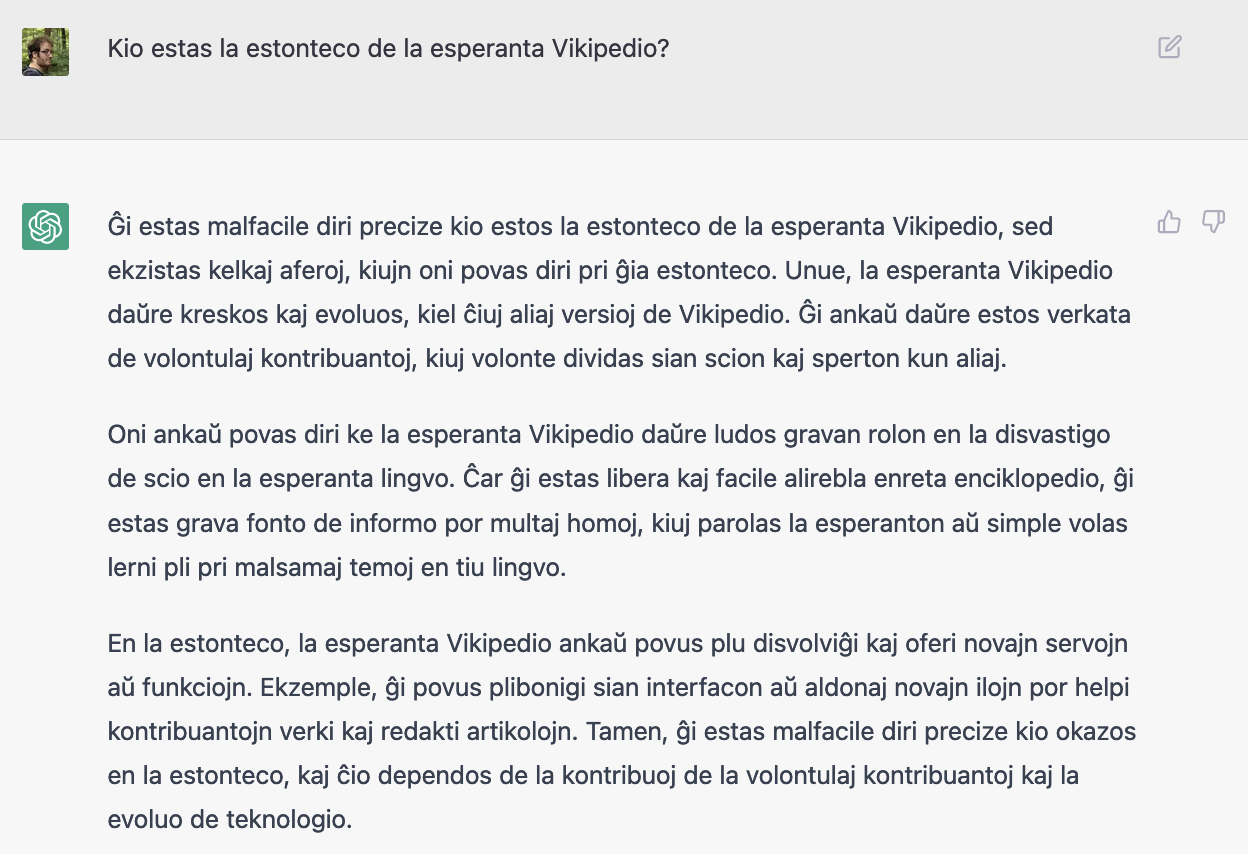
Вопрос к ChatGPT: Каково будущее Википедии на эсперанто? С ответом

ChatGPT — это чат-бот с искусственным интеллектом, разработанный компанией OpenAI и способный работать в диалоговом режиме, поддерживающий запросы на естественных языках. Был запущен 30 ноября 2022 года и привлёк внимание своими широкими возможностями: написание кода, создание текстов, возможности перевода, получения точных ответов и использование контекста диалога для ответов. Однако, его фактическая точность подверглась критике.

### Sora
Sora — это нейросеть, предназначенная для генерации коротких видеороликов по текстовому описанию. 15 февраля продукт был официально представлен OpenAI, но в настоящий момент находится в режиме тестирования.

### O1-pro
20 марта 2025 года OpenAI открыла доступ к модели o1-pro для работы через API.
O1-pro от OpenAI — самая дорогая модель искусственного интеллекта компании на сегодняшний день.
O1-pro использует больше вычислительных ресурсов, чем o1, и даёт «стабильно более качественные ответы», заявляет компания.
Работа с o1-pro стоит 150 $ (12 тысяч рублей) за 1 млн токенов для запроса — около 750 тысяч английских слов — и 600 $ (49 тысяч рублей) за 1 млн токенов, генерируемых моделью для ответа. Длина контекстного окна — 200 тысяч токенов.

## Поглощения
В августе 2023 года OpenAI осуществила первую сделку по приобретению за 7 лет существования компании. Она купила стартап Global Illumination, разрабатывающий креативные инструменты на основе искусственного интеллекта.
В июне 2024 года OpenAI купила стартап Rockset, разрабатывающий решения для корпоративной аналитики. Сделка предполагает объединение как команд, так и технологий компаний.
В мае 2025 года OpenAI приобрела компанию io, основанную бывшим главным дизайнером Apple Джони Айвом, за 6,5 миллиардов долларов. Покупка стала одним из шагов компании в сторону разработки аппаратных устройств на базе искусственного интеллекта.